# Воробьёв, Илья Львович
Илья Львович Воробьёв (11 июля 1999, Санкт-Петербург) — российский футболист, полузащитник.

## Биография
Воспитанник Академии ФК «Зенит». В сезоне 2017/18 провёл 30 матчей, забил 7 голов в молодёжном первенстве. В сезоне 2018/19 в первенстве ФНЛ за «Зенит-2» в 34 играх забил 5 мячей. В следующем сезоне сыграл один матч в молодёжном первенстве, 16 матчей (6 голов) — в первенстве ПФЛ за «Зенит-2»; 25 сентября 2019 года дебютировал за «Зенит» в гостевом матче 1/16 финала Кубка России — в игре против «Енисея» (2:1) вышел на замену на 81-й минуте. 28 августа 2020 года был отдан в годичную аренду в «Химки», дебютировал в РПЛ на следующий день в домашнем матче шестого тура чемпионата России против «Ротора», выйдя на 85-й минуте.
Через два месяца, 17 октября 2020 года перешёл в клуб ФНЛ «Оренбург». В сезоне-2021/22 Воробьёв провёл за «Оренбург» три матча, в которых результативными действиями не отметился. Клуб «Велес» взял Воробьёва в аренду до конца мая 2022 года.
Летом 2022 года перешёл в клуб второй лиги «Ленинградец», за который в сезоне 2022/23 сыграл 27 мачей, забив 6 мячей и сделав 3 результативные передачи. Летом 2023 года подписал годичный контракт с «Ротором».

## Достижения
«Зенит»
- Обладатель Кубка России: 2019/20